# Ordre de bataille confédéré de Gettysburg
L'ordre de bataille confédéré de la bataille de Gettysburg comprend les officiers et les hommes de l'armée de Virginie du Nord de la guerre de Sécession (plusieurs noms de commandant indiquent le succession de commandement pendant les trois jours de combat (1-3 juillet 1863). L'ordre de bataille est établi à partir de l'organisation de l'armée lors de la bataille, des décomptes des pertes et des rapports.
L'ordre de bataille unioniste peut être consulté ici, et un ordre de bataille global à niveau des corps là.

## Abréviations utilisées

### Grade militaire
- Général
- Lieutenant général
- Major général
- Brigadier général
- Colonel
- Lieutenant-colonel
- Commandant
- Capitaine
- Premier lieutenant

### Autre
- (b) = blessé
- mb = mortellement blessé
- † = tué
- (PDG) = capturé

## Armée de Virginie du Nord
Général Robert E. Lee, commandant
État-Major général :
- Chef d'état-major et Inspecteur général :  Colonel Robert H. Chilton
- Chef de l'artillerie :  Brigadier général William N. Pendleton
- Directeur médical : Dr Lafayette Guild
- Chef de l'ordonnance :  Lieutenant-colonel Briscoe G. Baldwin
- Chef du commissariat :  Lieutenant-colonel Robert G. Cole
- Chef quartier-maître :  Lieutenant-colonel James L. Corley
- Juge-avocat général :  Commandant Henry E. Young
- Secrétaire militaire et adjoint au chef de l'artillerie par intérim :  Colonel Armistead L. Long
- Adjoint à l'inspecteur général :  Colonel Henry L. Peyton
- Adjoint à l'inspecteur général et Adjoint à l'adjudant-général :  Commandant Henry E. Young
- Adjoint à l'inspecteur général etAdjoint à l'adjudant-général:  Commandant Giles B. Cook
- Aide-de-camp et Adjoint à l'adjudant-général:  Commandant Walter H. Taylor
- Aide-de-camp et Adjoint au secrétaire militaire :  Commandant Charles Marshall
- Aide-de-camp et Adjoint à l'inspecteur général :  Commandant Charles S. Venable
- Aide de camp :  Commandant Thomas M. R. Talcott
- Aide de camp :  Premier lieutenant George W. Peterkin
- Ingénieur :  Colonel William P. Smith
- Ingénieur :  Capitaine Samuel R. Johnson

Quartier général :
- Escorte : 39th Virginia Cavalry Battalion (compagnies A & C)

### Premier corps
Lieutenant général James Longstreet, commandant
État-Major général :
- Chef d'état-major:  Lieutenant-colonel Moxley Sorrel   (b)
- Officier des signaux :  Capitaine Jacob H. Manning
- Quartier-maître :  Commandant Samuel P. Mitchell
- Commissariat et subsistance :  Commandant Raphael J. Moses
- Adjoint à l'adjudant-général & adjoint à l'inspecteur général :  Commandant Osmun Latrobe
- Adjoint à l'adjudant-général & adjoint à l'inspecteur général :  Commandant John Walter Fairfax
- Ingénieur :  Commandant John J. Clarke
- Aide de camp :  Capitaine Thomas J. Goree
- Directeur médical : Dr John S. D. Cullen

| Division                                                                | Brigade | Régiments et autres |
| ----------------------------------------------------------------------- | --- | --- |
| Division de McLaws MG Lafayette McLaws                                  | Brigade de Kershaw : Brigadier général Joseph B. Kershaw | - 2nd South Carolina : Colonel John D. Kennedy (b), Lieutenant-colonel Franklin Gaillard, Commandant William Wallace (b) - 3rd South Carolina : Lieutenant-colonel David Langston ( †), Commandant Robert C. Maffett, Colonel James D. Nance - 7th South Carolina : Colonel David W. Aiken, Lieutenant-colonel Elbert Bland (b) - 8th South Carolina: Colonel John W. Henagan, Commandant D. M. McCleod (mb) - 15th South Carolina : Colonel William D. de Saussure (mb), Commandant William M. Gist - 3rd South Carolina Battalion : Lieutenant-colonel William G. Rice, Commandant D. B. Miller (b)                       |
| Division de McLaws MG Lafayette McLaws                                  | Brigade de Barksdale Brigadier général William Barksdale (mb) Colonel Benjamin G. Humphreys                                                                      | - 13th Mississippi : Colonel James W. Carter ( †), Lieutenant-colonel Kennon McElroy (b), Commandant John M. Bradley (mb) - 17th Mississippi : Colonel William D. Holder (b), Lieutenant-colonel John C. Fiser (b), Acting Commandant Andrew J. Pulliam (b), Acting Commandant Richard E. Jones ( †), Capitaine Gwen R. Cherry - 18th Mississippi : Colonel Thomas M. Griffin (b), Lieutenant-colonel William H. Luse (c), Commandant George B. Gerald - 21st Mississippi : Colonel Benjamin G. Humphreys |
| Division de McLaws MG Lafayette McLaws                                  | Brigade de Semmes Brigadier général Paul J. Semmes (mb) Colonel Goode Bryan                                                                                      | - 10th Georgia : Colonel John B. Weems (b) - 50th Georgia : Colonel William R. Manning, Lieutenant-colonel Francis Kearse ( †) - 51st Georgia : Colonel Edward Ball, Commandant Henry M. Dunwoody ( †) - 53rd Georgia : Colonel James P. Simms (b), Capitaine I. M. D. Bond ( †), Capitaine Sheridan Brown (b) |
| Division de McLaws MG Lafayette McLaws                                  | Brigade de Wofford Brigadier général William T. Wofford | - 16th Georgia : Lieutenant-colonel Henry P. Thomas - 18th Georgia : Lieutenant-colonel Solon Z. Ruff - 24th Georgia : Colonel Robert McMillan - Cobb's (Georgia) Legion: Lieutenant-colonel Luther J. Glenn, Commandant Thomas Camak ( †) - Phillips' (Georgia) Legion : Lieutenant-colonel Elihu S. Barclay - 3rd Georgia Sharpshooter Battalion : Lieutenant-colonel Nathan Hutchins |
| Division de McLaws MG Lafayette McLaws                                  | Bataillon d'artillerie de Cabell Colonel Henry C. Cabell Commandant Samuel P. Hamilton                                                                           | - 1st North Carolina Artillery, batterie A : Capitaine Basil C. Manly - Artillerie de Pulaski (Géorgie) : Capitaine John C. Fraser (mb), Premier lieutenant William J. Furlong - 1st Richmond Howitzers : Capitaine Edward S. McCarthy (b), Premier lieutenant Robert M. Anderson - Artillerie de Troup (Géorgie) : Capitaine Henry H. Carlton (b), Premier lieutenant C. W. Motes |
| Division de Pickett MG George E. Pickett                                | Brigade de Garnett Brigadier général Richard B. Garnett ( †) Commandant Charles S. Peyton (b)                                                                    | - 8th Virginia : Colonel Eppa Hunton (b), Lieutenant-colonel Norborne Berkeley (b) & (PDG), Commandant Edmund Berkeley (b) - 18th Virginia : Lieutenant-colonel Henry A. Carrington (b) & (PDG) - 19th Virginia : Colonel Henry Gantt (b), Lieutenant-colonel John T. Ellis (mb), Commandant Charles S. Peyton - 28th Virginia : Colonel Robert C. Allen ( †), Lieutenant-colonel William Watts, Commandant Nathaniel C. Wilson (mb) - 56th Virginia : Colonel William D. Stuart (mb), Lieutenant-colonel P. P. Slaughter                                                                                                   |
| Division de Pickett MG George E. Pickett                                | Brigade de Kemper Brigadier général James L. Kemper (b) & (PDG) Colonel Joseph Mayo, Jr                                                                          | - 1st Virginia : Colonel Lewis B. Williams, Jr (mb), Lieutenant-colonel F. G. Skinner, Commandant Francis H. Langley (b) - 3rd Virginia : Colonel Joseph Mayo Jr, Lieutenant-colonel Alexander D. Callcote ( †), Commandant William H. Pryor - 7th Virginia : Colonel Waller T. Patton (mb) & (PDG), Lieutenant-colonel Charles C. Flowerree - 11th Virginia : Commandant Kirkwood Otey (b), Capitaine James R. Hutter (b) & (PDG), Capitaine John Holmes Smith (b), Capitaine Albert W. Douthat - 24th Virginia : Colonel William R. Terry (b), Commandant Joseph A. Hambrick (b), Capitaine William N. Bentley            |
| Division de Pickett MG George E. Pickett                                | Brigade d'Armistead Brigadier général Lewis A. Armistead (mb) & (PDG) Lieutenant-colonel William White (b) Commandant Joseph R. Cabell Colonel William R. Aylett | - 9th Virginia : Commandant John C. Owens (mb), Capitaine James J. Phillips - 14th Virginia : Colonel James G. Hodges ( †), Lieutenant-colonel William White (b), Commandant Robert H. Poore (mb) - 38th Virginia : Colonel Edward C. Edmonds ( †), Lieutenant-colonel Powhatan B. Whittle (mb), Commandant Joseph R. Cabell - 53rd Virginia : Colonel William R. Aylett (b), Lieutenant-colonel Rawley W. Martin (b) & (PDG), Commandant John C. Timberlake (c), Capitaine Henry Edmunds - 57th Virginia : Colonel John B. Magruder (mb) & (PDG), Lieutenant-colonel Benjamin H. Wade (mb), Commandant Clement R. Fontaine |
| Division de Pickett MG George E. Pickett                                | Bataillon d'artillerie de Dearing Commandant James Dearing Commandant John P. W. Read (b)                                                                        | - Artillerie de Fauquier (Virginie) : Capitaine Robert M. Stribling - Artillerie de Hampden (Virginie) : Capitaine William H. Caskie - Artillerie de Richmond Fayette (Virginie) : Capitaine Miles C. Macon - Batterie de Blount (Virginie) : Capitaine Joseph G. Blount |
| Division de Hood MG John Bell Hood (b) Brigadier général Evander M. Law | Brigade de Law Brigadier général Evander M. Law Colonel James L. Sheffield                                                                                       | - 4th Alabama : Lieutenant-colonel Laurence H. Scruggs - 15th Alabama : Colonel William C. Oates, Lieutenant-colonel Isaac B. Feagin (b) & (PDG) - 44th Alabama : Colonel William F. Perry (b), Lieutenant-colonel John H. Jones, Commandant George W. Cary - 47th Alabama : Lieutenant-colonel Michael J. Bulger (b) & (PDG), Commandant James M. Campbell - 48th Alabama : Colonel James L. Sheffield, Lieutenant-colonel W. M. Hardwick (b), Commandant C. B. St. John (b), Capitaine T. J. Eubanks (b) |
| Division de Hood MG John Bell Hood (b) Brigadier général Evander M. Law | Brigade de Robertson Brigadier général Jerome B. Robertson (b) Lieutenant-colonel Philip A. Work                                                                 | - 3rd Arkansas : Colonel Van H. Manning (b), Lieutenant-colonel Robert S. Taylor, Commandant John W. Reedy - 1st Texas : Lieutenant-colonel Philip A. Work, Commandant Frederick S. Bass - 4th Texas : Colonel John C. G. Key (b), Lieutenant-colonel Benjamin F. Carter (mb), Commandant John P. Bane - 5th Texas : Colonel Robert M. Powell (b) & (PDG), Lieutenant-colonel King Bryan (b), Commandant Jefferson C. Rogers |
| Division de Hood MG John Bell Hood (b) Brigadier général Evander M. Law | Brigade d'Anderson Brigadier général George T. Anderson (b) Lieutenant-colonel William Luffman (b)                                                               | - 7th Georgia : Colonel William W. White - 8th Georgia : Colonel John R. Towers - 9th Georgia : Lieutenant-colonel John C. Mounger ( †), Commandant William M. Jones (b), Capitaine George Hillyer - 11th Georgia : Colonel Francis H. Little (b), Lieutenant-colonel William Luffman, Commandant Henry D. McDaniel - 59th Georgia : Colonel William A. Jackson Brown (b), Commandant Bolivar H. Gee (b), Capitaine M. G. Bass |
| Division de Hood MG John Bell Hood (b) Brigadier général Evander M. Law | Brigade de Benning Brigadier général Henry L. Benning | - 2nd Georgia: Lieutenant-colonel William T. Harris ( †), Commandant William S. Shepherd - 15th Georgia : Colonel Dudley M. Du Bose, Lieutenant-colonel Stephen Z. Hearnsberger (c) - 17th Georgia : Colonel Wesley C. Hodges - 20th Georgia : Colonel John A. Jones ( †), Lieutenant-colonel James D. Waddell |
| Division de Hood MG John Bell Hood (b) Brigadier général Evander M. Law | Bataillon d'artillerie de Henry Commandant Mathias W. Henry Commandant John C. Haskell                                                                           | - Batterie de Branch (Caroline du Nord) : Capitaine Alexander C. Latham - Artillerie allemande de Charleston (Caroline du Sud) : Capitaine William K. Bachman - Artillerie légère de Palmetto (Caroline du Sud) : Capitaine Hugh R. Garden - Artillerie de Caroline du Nord de Rowan : Capitaine James Reilly |
| Artillerie de réserve Colonel James B. Walton                           | Bataillon d'artillerie d'Alexander Colonel Edward P. Alexander (b)                                                                                               | - Artillerie d'Ashland (Virginie) : Capitaine Pichegru Woolfolk, Jr (b), Premier lieutenant James Woolfolk - Artillerie de Bedford (Virginie) : Capitaine Tyler C. Jordan - Artillerie de Brooks (Caroline du Sud) : Capitaine William W. Fickling - Artillerie légère de Madison (Louisiane) : Capitaine George V. Moody - Batterie de Richmond (Virginie) : Capitaine William W. Parker - Batterie de Bath (Virginia) : Capitaine Osmond B. Taylor |
| Artillerie de réserve Colonel James B. Walton                           | Bataillon d'artillerie de Washington (Louisiane) Commandant Benjamin F. Eshleman                                                                                 | - Première compagnie : Capitaine Charles W. Squires - Deuxième compagnie : Capitaine John B. Richardson - Troisième compagnie : Capitaine Merritt B. Miller - Quatrième compagnie : Capitaine Joseph Norcom (b), Premier lieutenant H. A. Battles |

### Deuxième corps
Lieutenant général Richard S. Ewell, commandant
État-major général:
- Surnuméraire : MG Isaac R. Trimble
- Chef d'état-majo r:  Colonel Charles J. Faulkner
- Adjoint de l'adjudant-général :  Commandant Alexander S. Pendleton
- Adjoint de l'adjudant-général :  Commandant George C. Brown
- Aide de camp :  Capitaine James P. Smith
- Aide de camp :  Premier lieutenant Thomas T. Turner
- Adjoint de l'adjudant-général & adjoint de l'inspecteur général :  Colonel Abner Smead
- Adjoint de l'inspecteur général :  Commandant Benjamin H. Green
- Adjoitn du quartier-maître :  Commandant John A. Harman
- Commissariat et subsistance :  Commandant Wells J. Hawks
- Ingénieur :  Capitaine Henry B. Richardson  (b) &  (PDG)
- Ingénieur topographe :  Capitaine Jedediah Hotchkiss
- Ordonnance :  Commandant William Allen
- Officier des signaux :  Capitaine Richard E. Wilbourn
- Directeur médical: Dr Hunter H. McGuire
- Escorte: compagnie de la cavalerie de Virginie de Randolph,  Capitaine William F. Randolph
- Garde de la prévôté : 1st North Carolina Sharpshooters

| Division                                        | Brigade                                                                                      | Régiments et autres |
| ----------------------------------------------- | -------------------------------------------------------------------------------------------- | --- |
| Division d'Early MG Jubal A. Early              | Brigade de Hays Brigadier général Harry T. Hays                                              | - 5th Louisiana : Commandant Alexander Hart (b), Capitaine T. H. Biscoe - 6th Louisiana : Lieutenant-colonel Joseph Hanlon - 7th Louisiana : Colonel David B. Penn - 8th Louisiana : Colonel Trevanian D. Lewis ( †), Lieutenant-colonel Alcibiades DeBlanc (b), Commandant German A. Lester - 9th Louisiana : Colonel Leroy A. Stafford |
| Division d'Early MG Jubal A. Early              | Brigade de Smith Brigadier général William Smith                                             | - 31st Virginia : Colonel John S. Hoffman - 49th Virginia : Lieutenant-colonel Jonathan C. Gibson - 52nd Virginia : Lieutenant-colonel James H. Skinner (b) |
| Division d'Early MG Jubal A. Early              | Brigade de Hoke Colonel Isaac E. Avery (mb) Colonel Archibald C. Godwin                      | - 6th North Carolina : Commandant Samuel McD. Tate - 21st North Carolina : Colonel William W. Kirkland, Commandant James Beall - 57th North Carolina : Colonel Archibald C. Godwin, Lieutenant-colonel Hamilton C. Jones |
| Division d'Early MG Jubal A. Early              | Brigade de Gordon Brigadier général John B. Gordon                                           | - 13th Georgia : Colonel James M. Smith - 26th Georgia : Colonel Edmund N. Atkinson - 31st Georgia : Colonel Clement A. Evans (b) - 38th Georgia : Lieutenant-colonel William L. McLeod ( †), Lt. John Oglesby ( †), Lt. W.F. Goodwin ( †) - 60th Georgia : Capitaine Walters B. Jones - 61st Georgia : Colonel John H. Lamar, Commandant Peter Brenan ( †) |
| Division d'Early MG Jubal A. Early              | Bataillon d'artillerie de Jones Lieutenant-colonel Hilary P. Jones                           | - Artillerie de Charlottesville (Virginie) : Capitaine James McD. Carrington - Artillerie de Courtney (Virginie) : Capitaine William A. Tanner - Artillerie de la garde de Louisiane : Capitaine Charles A. Green - Artillerie de Staunton (Virginie) : Capitaine Asher W. Garber |
| Division d'Early MG Jubal A. Early              | Cavalerie                                                                                    | - 35th Virginia Battalion : Lieutenant-colonel Elijah V. White |
| Division de Johnson MG Edward Johnson           | Brigade de Steuart Brigadier général George H. Steuart                                       | - 1st Maryland Battalion : Lieutenant-colonel James R. Herbert (b), Commandant William W. Goldsborough (b) & (PDG), Capitaine James P. Crane - 1st North Carolina : Lieutenant-colonel Hamilton A. Brown - 3rd North Carolina : Commandant William M. Parsley - 10th Virginia : Colonel Edward T. H. Warren - 23rd Virginia : Lieutenant-colonel Simeon T. Walton - 37th Virginia : Commandant Henry C. Wood |
| Division de Johnson MG Edward Johnson           | Brigade Stonewall Brigadier général James A. Walker                                          | - 2nd Virginia : Colonel John Q. A. Nadenbousch - 4th Virginia : Commandant William Terry - 5th Virginia : Colonel John H. S. Funk, Lieutenant-colonel H. J. Williams (b) - 27th Virginia : Lieutenant-colonel Daniel M. Shriver - 33rd Virginia : Capitaine Jacob B. Golladay |
| Division de Johnson MG Edward Johnson           | Brigade de Nicholls Colonel Jesse M. Williams                                                | - 1st Louisiana : Lieutenant-colonel Michael Nolan ( †), Capitaine Edward D. Willett - 2nd Louisiana : Lieutenant-colonel Ross E. Burke (b) & (PDG) - 10th Louisiana : Commandant Thomas N. Powell - 14th Louisiana : Lieutenant-colonel David Zable - 15th Louisiana : Commandant Andrew Brady |
| Division de Johnson MG Edward Johnson           | Brigade de Jones Brigadier général John M. Jones (b) Lieutenant-colonel Robert H. Dungan     | - 21st Virginia : Capitaine William P. Moseley - 25th Virginia : Colonel John C. Higginbotham (b), Lieutenant-colonel J. A. Robinson, Commandant Robert D. Lilley - 42nd Virginia : Lieutenant-colonel Robert W. Withers (b), Capitaine Samuel H. Saunders - 44th Virginia : Commandant Norval Cobb (b), Capitaine Thomas R. Buckner - 48th Virginia : Lieutenant-colonel Robert H. Dungan, Commandant Oscar White - 50th Virginia : Lieutenant-colonel Logan H. N. Salyer, Commandant L. J. Perkins |
| Division de Johnson MG Edward Johnson           | Bataille d'artillerie d'Andrews Commandant Joseph W. Latimer (mb) Capitaine Charles I. Raine | - 1st Maryland Battery : Capitaine William F. Dement - Artillerie d'Alleghany (Virginie) : Capitaine John C. Carpenter - Artillerie de Chesapeake (Maryland) : Capitaine William D. Brown (mb) - Batterie de Lee (Virginie) : Capitaine Charles I. Raine, Premier lieutenant William W. Hardwicke |
| Division de Rodes MG Robert E. Rodes            | Brigade de Daniel Brigadier général Junius Daniel                                            | - 32nd North Carolina : Colonel Edmund C. Brabble, Lieutenant-colonel David G. Cowand, Commandant Henry G. Lewis (b) & (PDG) - 43rd North Carolina : Colonel Thomas S. Kenan (b) & (PDG), Lieutenant-colonel William G. Lewis - 45th North Carolina : Lieutenant-colonel Samuel H. Boyd (b) & (PDG), Commandant John R. Winston (b) & (PDG), Capitaine A. H. Gallaway (b), Capitaine James A. Hopkins - 53rd North Carolina : Colonel William A. Owens, Lieutenant-colonel James T. Morehead, Jr. (b) & (PDG), Commandant James J. Iredell - 2nd North Carolina Battalion : Lieutenant-colonel Hezekiah L. Andrews ( †), Commandant John M. Hancock (b) & (PDG), Capitaine Van Brown |
| Division de Rodes MG Robert E. Rodes            | Brigade de Doles Brigadier général George P. Doles                                           | - 4th Georgia: Lieutenant-colonel David R. E. Winn ( †), Commandant William H. Willis - 12th Georgia: Colonel Edward S. Willis, Commandant Isaac Hardeman (b) - 21st Georgia: Colonel John T. Mercer, Lieutenant-colonel Thomas W. Hooper, Commandant Thomas C. Glover - 44th Georgia: Colonel Samuel P. Lumpkin (b) & (PDG), Commandant William H. Peebles |
| Division de Rodes MG Robert E. Rodes            | Brigade d'Iverson Brigadier général Alfred Iverson, Jr.                                      | - 5th North Carolina : Capitaine Speight B. West (b), Capitaine Benjamin Robinson (b) - 12th North Carolina : Lieutenant-colonel William Davis, Commandant Robert W. Alston - 20th North Carolina : Lieutenant-colonel Nelson Slough (b), Commandant John S. Brooks (b), Capitaine Lewis T. Hicks - 23rd North Carolina : Colonel Daniel H. Christie (mb), Lieutenant-colonel Robert D. Johnston (b), Commandant Charles C. Blacknall (b) & (PDG), Capitaine Abner D. Peace (b), Capitaine William H. Johnston (b), Capitaine Vines E. Turner |
| Division de Rodes MG Robert E. Rodes            | Brigade de Ramseur Brigadier général Stephen D. Ramseur                                      | - 2nd North Carolina : Commandant Daniel W. Hurtt (b), Capitaine James T. Scales - 4th North Carolina : Colonel Bryan Grimes, Lieutenant-colonel James M. Wood, Commandant Edwin A. Osborne - 14th North Carolina : Colonel Risden T. Bennett (b), Commandant Joseph H. Lambeth - 30th North Carolina : Colonel Francis M. Parker (b), Commandant William W. Sellers |
| Division de Rodes MG Robert E. Rodes            | (vielle) Brigade de Rodes Colonel Edward A. O'Neal                                           | - 3rd Alabama: Colonel Cullen A. Battle, Lieutenant-colonel Charles M. Forsyth, Commandant Robert M. Sands - 5th Alabama : Colonel Josephus M. Hall, Commandant Eugene Blackford - 6th Alabama : Colonel James N. Lightfoot (b), Commandant Isaac F. Culver (b), Capitaine Milledge L. Bowie - 12th Alabama : Colonel Samuel B. Pickens, Commandant Adolph Proskauer - 26th Alabama : Lieutenant-colonel John C. Goodgame |
| Division de Rodes MG Robert E. Rodes            | Bataillon d'artillerie de Carter Lieutenant-colonel Thomas H. Carter                         | - Artillerie de Jefferson Davis (Alabama) : Capitaine William J. Reese - Artillerie de King William (Virginie) : Capitaine William P. P. Carter - Artillerie de Morris (Virginie) : Capitaine Richard C. M. Page (b), Premier lieutenant Samuel H. Pendleton - Artillerie d'Orange (Virginie) : Capitaine Charles W. Fry |
| Artillerie de réserve Colonel J. Thompson Brown | Premier bataille d'artillerie de Virginie Capitaine Willis J. Dance                          | - 2nd Richmond (Virginia) Howitzers : Capitaine David Watson - 3rd Richmond (Virginia) Howitzers : Capitaine Benjamin H. Smith, Jr. - Artillerie de Powhatan (Virginie) : Premier lieutenant John M. Cunningham - Artillerie de Rockbridge (Virginie) : Capitaine Archibald Graham - Artillerie de Salem (Virginie) : Premier lieutenant Charles B. Griffin |
| Artillerie de réserve Colonel J. Thompson Brown | Bataillon d'artillerie de Nelson Lieutenant-colonel William Nelson                           | - Artillerie d'Amherst (Virginie) : Capitaine Thomas J. Kirkpatrick - Artillerie de Fluvanna (Virginie) : Capitaine John L. Massie - Batterie de Géorgie de Milledge : Capitaine John Milledge, Jr. |

### Troisième corps
Lieutenant général A.P. Hill, commandant
État-Major général :
- Chef d'état-major:  Commandant William H. Palmer
- Officier des signaux :  Capitaine Richard H. T. Adams

| Division | Brigade | Régiments et autres |
| --- | --- | --- |
| Division d'Anderson MG Richard H. Anderson                                                                                                   | Brigade de Wilcox Brigadier général Cadmus M. Wilcox                                                                                   | - 8th Alabama : Lieutenant-colonel Hilary A. Herbert - 9th Alabama : Capitaine Joseph H. King (b) - 10th Alabama : Colonel William H. Forney (b) & (PDG), Lieutenant-colonel James E. Shelley - 11th Alabama : Colonel John C. C. Sanders (b), Lieutenant-colonel George E. Tayloe, Commandant Richard J. Fletcher (b) - 14th Alabama : Colonel Lucius Pinckard (b) & (PDG), Lieutenant-colonel James A. Broome |
| Division d'Anderson MG Richard H. Anderson                                                                                                   | Brigade de Mahone Brigadier général William Mahone                                                                                     | - 6th Virginia : Colonel George T. Rogers - 12th Virginia : Colonel David A. Weisiger - 16th Virginia : Colonel Joseph H. Ham, Commandant John T. Woodhouse (b) - 41st Virginia : Colonel William A. Parham - 61st Virginia : Colonel Virginius D. Groner |
| Division d'Anderson MG Richard H. Anderson                                                                                                   | Brigade de Wright Brigadier général Ambrose R. Wright Colonel William Gibson Brigadier général Ambrose R. Wright                       | - 3rd Georgia : Colonel Edward J. Walker - 22nd Georgia : Colonel Joseph Wasden ( †), Capt Benjamin C. McCurry - 48th Georgia : Colonel William Gibson (b) & (PDG), Capt Matthew R. Hall - 2nd Georgia Battalion : Commandant George W. Ross (mb) & (PDG), Capitaine Charles J. Moffett |
| Division d'Anderson MG Richard H. Anderson                                                                                                   | Brigade de Perry Colonel David Lang | - 2nd Florida : Commandant Walter R. Moore (b) & (PDG) - 5th Florida : Capitaine Richmond N. Gardner (b) - 8th Florida : Lieutenant-colonel William Baya |
| Division d'Anderson MG Richard H. Anderson                                                                                                   | Brigade de Posey Brigadier général Carnot Posey (b) Colonel Nathaniel H. Harris                                                        | - 12th Mississippi : Colonel William H. Taylor - 16th Mississippi : Colonel Samuel E. Baker (b) - 19th Mississippi : Commandant Thomas J. Hardin - 48th Mississippi : Colonel Joseph M. Jayne |
| Division d'Anderson MG Richard H. Anderson                                                                                                   | Bataillon d'artillerie de Cutt Commandant John Lane                                                                                    | - Company A : Capitaine Hugh M. Ross - Company B : Capitaine George M. Patterson - Company C : Capitaine John T. Wingfield (b) |
| Division de Heth MG Henry Heth (b) Brigadier général James J. Pettigrew (b)                                                                  | Brigade de Pettigrew Brigadier général James J. Pettigrew Colonel James K. Marshall ( †) Commandant John T. Jones (b)                  | - 11th North Carolina : Colonel Collett Leventhorpe (b) & (PDG), Commandant Egbert A. Ross ( †), Capitaine Francis W. Bird - 26th North Carolina : Colonel Henry K. Burgwyn, Jr ( †), Lieutenant-colonel John R. Lane (b), Commandant John T. Jones, Capitaine H. C. Albright - 47th North Carolina : Colonel George H. Faribault Premier lieutenant (b), Lieutenant-colonel John A. Graves (c), Lieutenant-colonel J. Owens Rogers - 52nd North Carolina : Colonel James K. Marshall, Lieutenant-colonel Marcus A. Parks (b) & (PDG), Commandant John Q. Richardson (mb) & (PDG) |
| Division de Heth MG Henry Heth (b) Brigadier général James J. Pettigrew (b)                                                                  | (Ancienne) Brigade de Heth Colonel John M. Brockenbrough Colonel Robert M. Mayo                                                        | - 40th Virginia : Capitaine Thomas E. Betts, Capitaine R. B. Davis - 47th Virginia : Colonel Robert M. Mayo, Lieutenant-colonel John W. Lyell - 55th Virginia : Colonel William S. Christian, Commandant Charles N. Lawson - 22nd Virginia Battalion : Commandant John S. Bowles |
| Division de Heth MG Henry Heth (b) Brigadier général James J. Pettigrew (b)                                                                  | Brigade d'Archer Brigadier général James J. Archer (b) & (PDG) Colonel Birkett D. Fry (b) & (PDG) Lieutenant-colonel Samuel G. Shepard | - 13th Alabama : Colonel Birkett D. Fry - 5th Alabama Battalion : Commandant Albert S. Van de Graaff - 1st Tennessee (Provisional Army) : Lieutenant-colonel Newton J. George (c), Commandant Felix G. Buchanan (b), Capitaine J. B. Turney - 7th Tennessee : Colonel John A. Fite (c), Lieutenant-colonel Samuel G. Shepard - 14th Tennessee : Capitaine Bruce L. Phillips |
| Division de Heth MG Henry Heth (b) Brigadier général James J. Pettigrew (b)                                                                  | Brigade de Davis Brigadier général Joseph R. Davis (b)                                                                                 | - 2nd Mississippi: Colonel John M. Stone (b), Commandant John A. Blair (c), Lieutenant-colonel David W. Humphries ( †) - 11th Mississippi : Acting Colonel Francis M. Green (b), Commandant Reuben D. Reynolds (b) - 42nd Mississippi : Colonel Hugh R. Miller (mb) & (PDG), Capitaine Andrew M. Nelson - 55th North Carolina : Colonel John K. Connally (b), Lieutenant-colonel Maurice T. Smith (mb), Commandant Alfred H. Belo (b), Capitaine George A. Gilreath ( †), Capitaine E. Fletcher Satterfield                                                                       |
| Division de Heth MG Henry Heth (b) Brigadier général James J. Pettigrew (b)                                                                  | Bataillon d'artillerie de Garnett Lieutenant-colonel John J. Garnett                                                                   | - Artillerie de Donaldsonville (Louisiane) : Capitaine Victor Maurin - Artillerie de Huger (Virginie) : Capitaine Joseph D. Moore - Artillerie de Lewis (Virginie) : Capitaine John W. Lewis - Artillerie des bleus de Norfolk (Virginie) : Capitaine Charles R. Grandy |
| Division de Pender MG William D. Pender (mb) Brigadier général James H. Lane MG Isaac R. Trimble (b) & (PDG) Brigadier général James H. Lane | Brigade de McGowan Colonel Abner M. Perrin                                                                                             | - 1st South Carolina (Provisional Army) : Commandant Charles W. McCreary - 1st South Carolina Rifles : Capitaine William M. Hadden - 12th South Carolina : Colonel John L. Miller, Commandant E. F. Bookter - 13th South Carolina : Lieutenant-colonel Benjamin T. Brockman, Commandant Isaac F. Hunt - 14th South Carolina : Lieutenant-colonel Joseph N. Brown (b), Commandant Edward Croft (b), Capitaine James Boatwright |
| Division de Pender MG William D. Pender (mb) Brigadier général James H. Lane MG Isaac R. Trimble (b) & (PDG) Brigadier général James H. Lane | Brigade de Lane Brigadier général James H. Lane Colonel Clark M. Avery                                                                 | - 7th North Carolina : Capitaine J. McLeod Turner (b) & (PDG), Capitaine James G. Harris - 18th North Carolina : Colonel John D. Barry - 28th North Carolina : Colonel Samuel D. Lowe (b), Lieutenant-colonel W. H. A. Speer - 33rd North Carolina : Colonel Clark M. Avery, Commandant Joseph H. Saunders (b) & (PDG) - 37th North Carolina : Colonel William M. Barbour, Lieutenant-colonel William G. Morris, Commandant O. N. Brown |
| Division de Pender MG William D. Pender (mb) Brigadier général James H. Lane MG Isaac R. Trimble (b) & (PDG) Brigadier général James H. Lane | Brigade de Thomas Brigadier général Edward L. Thomas                                                                                   | - 14th Georgia : Colonel Robert W. Fulsom - 35th Georgia : Colonel Bolling H. Holt, Lieutenant-colonel William H. McCulloch - 45th Georgia : Colonel Thomas J. Simmons, Lieutenant-colonel Washington L. Grice - 49th Georgia : Colonel Samuel T. Player |
| Division de Pender MG William D. Pender (mb) Brigadier général James H. Lane MG Isaac R. Trimble (b) & (PDG) Brigadier général James H. Lane | Brigade de Scales Brigadier général Alfred M. Scales (b) Lieutenant-colonel George T. Gordon Colonel William L. J. Lowrance            | - 13th North Carolina : Colonel Joseph H. Hyman (b), Lieutenant-colonel Henry A. Rogers, Commandant Elijah B. Withers - 16th North Carolina : Capitaine Leroy W. Stowe - 22nd North Carolina : Colonel James Conner - 34th North Carolina : Colonel William Lee J. Lowrance (b), Lieutenant-colonel George T. Gordon (b) - 38th North Carolina : Colonel William J. Hoke (b), Lieutenant-colonel John Ashford (b) |
| Division de Pender MG William D. Pender (mb) Brigadier général James H. Lane MG Isaac R. Trimble (b) & (PDG) Brigadier général James H. Lane | Bataillon d'artillerie de Poague Commandant William T. Poague                                                                          | - Artillerie d'Albemarle (Virginia) : Capitaine James W. Wyatt - Artillerie de Charlotte (Caroline du Nord) : Capitaine Joseph Graham - Artillerie de Madison (Mississippi) : Capitaine George Ward - Batterie de Virginie de Brooke : Capitaine James V. Brooke |
| Artillerie de réserve Colonel Reuben L. Walker                                                                                               | Bataillon d'artillerie de McIntosh Commandant David G. McIntosh                                                                        | - Artillerie de Danville (Virginie) : Capitaine Robert S. Rice - Artillerie d'Hardaway (Alabama) : Capitaine William B. Hurt - 2nd Rockbridge Artillery (Virginie) : Premier lieutenant Samuel Wallace - Batterie de Virginie de Johnson : Capitaine Marmaduke Johnson |
| Artillerie de réserve Colonel Reuben L. Walker                                                                                               | Bataillon d'artillerie de Pegram Commandant William R. J. Pegram Capitaine Ervin B. Brunson                                            | - Batterie de Crenshaw (Virginie) : Capitaine William G. Crenshaw - Artillerie de Fredericksburg (Virginie) : Capitaine Edward A. Marye - Artillerie de Letcher (Virginie) : Capitaine Thomas A. Brander - Artillerie de Pee Dee (Caroline du Sud) : Premier lieutenant William E. Zimmerman - Artillerie de Purcell (Virginie) : Capitaine Joseph McGraw |

### Unités de cavalerie
| Division                                                 | Brigade | Régiments et autres |
| -------------------------------------------------------- | --- | --- |
| Division de Stuart MG J. E. B. Stuart                    | Brigade de Hampton Brigadier général Wade Hampton (b) | - 1st North Carolina : Colonel Laurence S. Baker (b), Lieutenant-colonel James B. Gordon - 1st South Carolina : Colonel John L. Black - 2nd South Carolina: Commandant T. J. Lipscomb - Cobb's (Georgia) Legion : Colonel Pierce M. B. Young, Lieutenant-colonel W. G. Delony (b) - Jeff Davis (Mississippi) Legion : Colonel Joseph F. Waring, Commandant William G. Conner ( †) - Phillips (Georgia) Legion : Lieutenant-colonel Jefferson C. Phillips |
| Division de Stuart MG J. E. B. Stuart                    | Brigade de Robertson Brigadier général Beverly H. Robertson | - 4th North Carolina : Colonel Dennis D. Ferebee - 5th North Carolina |
| Division de Stuart MG J. E. B. Stuart                    | Brigade de Fitzhugh Lee Brigadier général Fitzhugh Lee | - 1st Maryland Battalion : Commandant Harry Gilmor, Commandant Ridgely Brown - 1st Virginia : Commandant William A. Morgan - 2nd Virginia : Colonel Thomas T. Munford, Commandant Cary Breckinridge - 3rd Virginia : Colonel Thomas H. Owen - 4th Virginia : Colonel Williams C. Wickham - 5th Virginia : Colonel Thomas L. Rosser |
| Division de Stuart MG J. E. B. Stuart                    | Brigade de Jenkins Brigadier général Albert G. Jenkins (b) Lieutenant-colonel Vincent A. Witcher | - 14th Virginia : Commandant Benjamin F. Eakle - 16th Virginia : Colonel Milton J. Ferguson - 17th Virginia : Colonel William H. French - 34th Virginia Battalion : Lieutenant-colonel Vincent A. Witcher - 36th Virginia Battalion : Capitaine Cornelius T. Smith - Jackson's (Virginia) Battery : Capitaine Thomas E. Jackson |
| Division de Stuart MG J. E. B. Stuart                    | Brigade de William H. F. Lee Colonel John R. Chambliss, Jr. | - 2nd North Carolina Cavalry : Captain William A. Graham - 9th Virginia : Colonel Richard L. T. Beale - 10th Virginia : Colonel James L. Davis (b) & (PDG) - 13th Virginia : Capt. Benjamin F. Winfield |
| Division de Stuart MG J. E. B. Stuart                    | Brigade de Jones Brigadier général William E. Jones | - 6th Virginia : Commandant Cabel E. Flournoy - 7th Virginia : Lieutenant-colonel Thomas Marshall - 11th Virginia : Colonel Lunsford L. Lomax |
| Division de Stuart MG J. E. B. Stuart                    | Artillerie montée de Stuart Commandant Robert F. Beckham | - Breathed's (Virginia) Battery : Capitaine James Breathed - Chew's (Virginia) Battery : Capitaine Roger P. Chew - Griffin's (Maryland) Battery : Capitaine William H. Griffin - Hart's (South Carolina) Battery : Capitaine James F. Hart - McGregor's (Virginia) Battery : Capitaine William M. McGregor - Moorman's (Virginia) Battery : Capitaine Marcellus N. Moorman                                                                               |
| Commandement d'Imboden Brigadier général John D. Imboden | - 18th Virginia : Colonel George W. Imboden - 62nd Virginia : Colonel George H. Smith - McNeill's Company (Virginia) Partisan Rangers : Capitaine John H. McNeill - Staunton (Virginia) Battery : Capitaine John H. McClanahan | |